# Lingua maya yucateca
La lingua maya yucateca (maayatʼaan, AFI: [majaʔˈtʼàːn]), detta anche lingua yucateca, è una lingua maya. Il maya yucateco è parlato in Messico, nella penisola dello Yucatán, e nel nord del Belize; esiste anche una significativa diaspora di parlanti dell'idioma in California, a San Francisco, anche se la maggioranza dei Maya che vivono negli Stati Uniti sono parlanti delle varietà di lingue maya parlate in Guatemala e in Chiapas.
In Messico, la lingua è chiamata semplicemente lingua maya, ma in linguistica viene chiamata espressamente yucateco per distinguerla dalle altre lingue maya.

## Distribuzione geografica
Secondo i dati del censimento del 2010 effettuato dall'Instituto Nacional de Estadística y Geografía (INEGI), i locutori di maya yucateco in Messico sono 796 405.
Secondo l'edizione 2009 di Ethnologue, la lingua è parlata anche in Belize, con 6 000 locutori attestati nel 2006.

## Grammatica
Il maya yucateco è una lingua Soggetto Verbo Oggetto.

## Sistema di scrittura
Per la scrittura viene utilizzato l'alfabeto latino.

## Nella cultura di massa
Il film Apocalypto è stato girato interamente in questa lingua.